# Dollarama
Fondé en 1992 par Larry Rossy, Dollarama est une entreprise canadienne de type magasin à prix unique. 

## Histoire

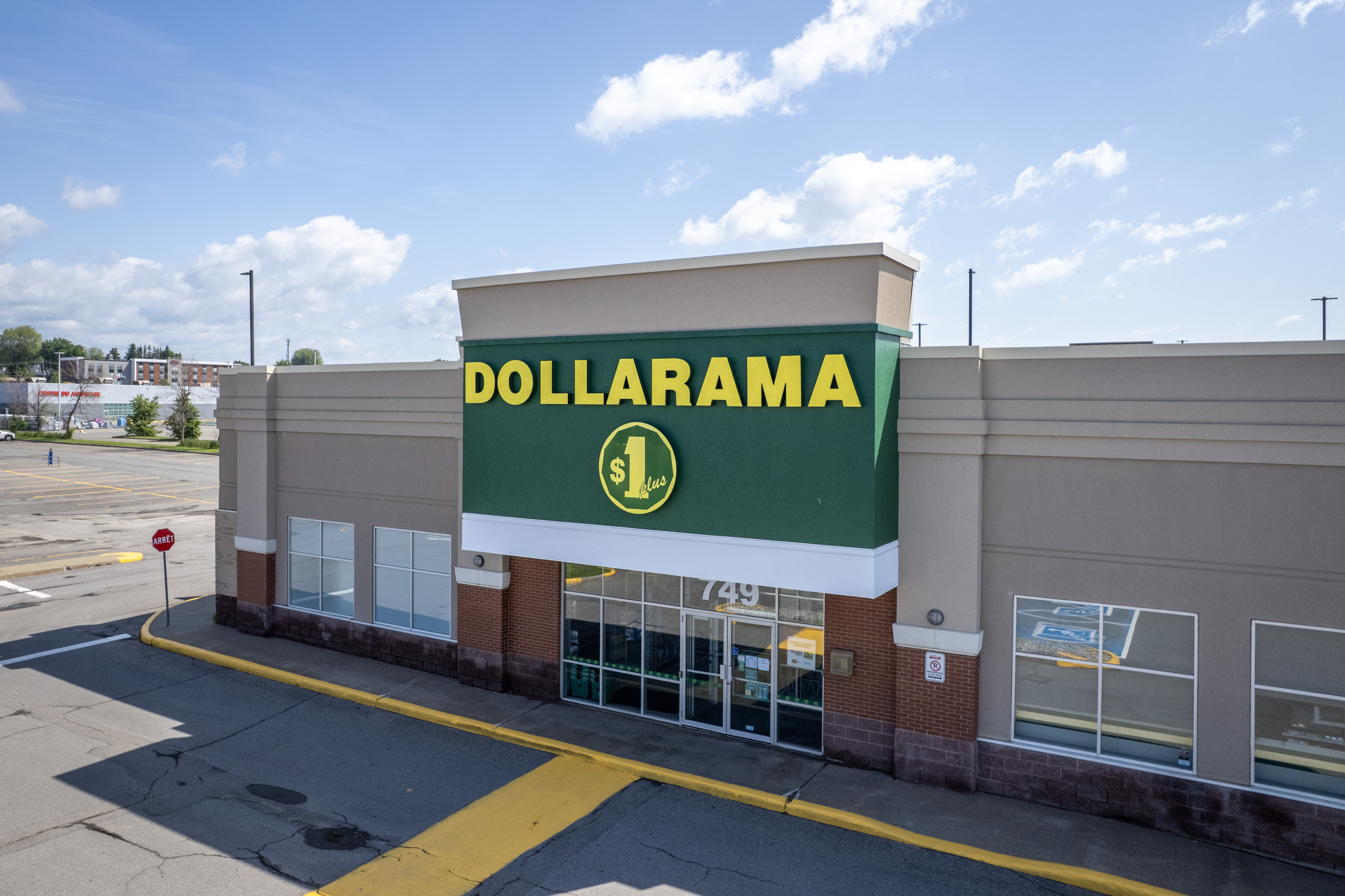
Un magasin Dollarama à Québec.

Le tout premier magasin « tout à un dollar » a été fondé à Montréal en 1910 par Salim Rassy, un immigrant syrien libanais,,,, dont le nom francisé est devenu Rossy.  Larry Rossy, un descendant de Salim, ouvre le premier magasin Dollarama en 1992 à Matane dans le Bas-Saint-Laurent au Québec. L’entreprise étend sa présence en convertissant les magasins Rossy S. existants au nouveau concept Dollarama et ouvre de nouveaux magasins.
En 2004, Bain Capital prend une position majoritaire dans Dollarama en payant 1,05 milliard $ CA.
En 2005, Dollarama génère des ventes de 743 millions $ CA dans ses 400 magasins. En 2006, l'ouverture de 50 magasins est prévue, dont la moitié dans l'Ouest canadien.
Le 17 avril 2009, Dollarama annonce qu'il dépasse pour la première fois de son histoire un milliard $ CA de ventes (1,1 milliard), soit une augmentation de 12 % par rapport à l'année fiscale précédente.
Le même communiqué révèle aussi qu'à cette date, 565 magasins sont ouverts au Canada, d'un océan à l'autre. En 2009, la chaîne exploite 585 magasins.
En 2009, son président et actionnaire minoritaire est Larry Rossy.
Le 9 octobre 2009, le titre de Dollarama est entré à la bourse de Toronto.
En avril 2012, la société annonce exploiter « 704 magasins, dont 230 au Québec ». Au 31 janvier 2012, elle déclare des ventes brutes annuelles de 1,6 milliard $ CA.
En septembre 2012, Dollarama compterait 735 magasins au Canada.
En juin 2015, l'entreprise annonce vouloir ajouter des caisses mobiles dans les magasins dans le but de réduire les files d'attente. Ses ventes du premier trimestre 2015 s'élève à 566 millions $ CA. À la fin mai 2015, elle compte 972 magasins,.
En septembre 2018, le titre de Dollarama s'effrondre de 17 % à la suite de la publication de résultats inférieurs aux attentes.
En juillet 2019, Dollarama annonce l'acquisition d'une participation de 50,1 % pour environ 90 millions de dollars dans  Dollarcity, présent au Salvador au Guatemala et en Colombie.
En septembre 2021, la société affirme exploiter 1 381 magasins. Pendant les mois de mai, juin et juillet 2021, la société affirme avoir réalisé plus d'un milliard CA$ de ventes
En mars 2025, la société annonce avoir acquis « 390 magasins Reject Shop en Australie » qui emploie plus de 5 000 personnes, sous réserve d'approbations par des instances gouvernementales australiennes.

## Modèle d'affaires
À l'origine, Dollarama s'était donnée pour slogan « Tout à un dollar ». 
Les clients pouvaient ainsi acheter 1, 2, 3 ou 4 articles pour un dollar. Les friandises chocolatées de marques Oh Henry!, Mars ou Aero, par exemple, étaient offertes à deux pour un dollar. Au début du XXIe siècle, avec la hausse des prix de ses fournisseurs, Dollarama prend la décision de faire une première incartade à son modèle d'affaires, et c'est ainsi que les friandises chocolatées passent à 0,65 $ CA. 
En février 2009, Dollarama lance de nouvelles gammes de prix, avec des articles à 1,25 $ CA, 1,50 $ CA et 2,00 $ CA.
En 2015, Dollarama maintient un prix maximum de 3 $ CA,.
En 2016, Dollarama maintient un prix maximum de 4 $ CA.
En septembre 2021, à la suite de la hausse des frais de transport par conteneurs, elle envisage d'augmenter ses prix maximaux à 4,50 CA$.
En 2023, Dollarama maintient un prix maximum de 5 $ CA. Le 12 juillet 2023, l'entreprise annonce un partenariat avec le programme de fidélisation Air Miles. 

## Controverses
En décembre 2023, le Groupe interuniversitaire et interdisciplinaire de recherche sur l'emploi, la pauvreté et la protection sociale publie un rapport sur les conditions de travail dans les entrepôts montréalais de Dollarama. Ce rapport fait état d'emplois précaires, de salaires insuffisants et d'une absence d'avantages sociaux. 75% des employés mentionnent que leur état de santé s'est détérioré depuis qu'ils y travaillent. À la suite du dépôt de rapport, le Parti libéral du Québec et la FTQ demandent à la CNESST d'intervenir,.